# فصل‌های اتمی
«فصل‌های اتمی» (به انگلیسی: Nuclear Seasons) ترانه‌ای از خواننده بریتانیایی چارلی ایکس‌سی‌ایکس می‌باشد که برگرفته از نخستین آلبوم چندآهنگه (ئی‌پی) وی با عنوان تو همونی (۲۰۱۲) می‌باشد که بعدها در نخستین آلبوم استودیویی وی با نام عشق راستین (۲۰۱۳) گنجانده شد.

## پرسونل
- چارلی ایکس‌سی‌ایکس – صدا
- آریل ریچ‌شید – تولید، میکسینگ
- هول وینبرگ – مسترینگ